# ایشناو
ایشناو (به آلمانی: Eichenau) یک شهر در آلمان است که در بایرن واقع شده‌است.

## خصوصیات
ایشناو ۶٫۹۸ کیلومترمربع مساحت دارد ۵۲۲ متر بالاتر از سطح دریا واقع شده‌است.

## خواهرخوانده
شهرهای سپویون سو بوآ، ویشهورود، Budrio و Drebach خواهرخوانده‌های ایشناو هستند.